# بلاغ ضد امرأة (فلم)
بلاغ ضد امرأة هو فيلم دراما مصري من إخراج أحمد السبعاوي وبطولة محمود ياسين، بوسي، محمد صبحي، ممدوح وافي ومحمد أبو داوود، صدر الفيلم في 7 يوليو 1986.

## نبذه
يتزوج رجل الأعمال الدكتور رضوان من كريمة ابنة إحدى العائلات الكبيرة المحافظة، وبعد سنوات من الزواج الناجح، يظهر أمجد حبيب كريمة منذ كانت طالبة بالجامعة، يحاول استغلالها ماديًا بإيهامها بأنه لازال يحبها، يخترق حياتها بإيقاع سريع حتى يجبرها على الاستسلام له، بعد أن لعب على أوتار المشاعر والكلمات المعسولة التي تفتقدها مع زوجها الجاد العملي.

## طاقم العمل
- محمود ياسين بدور دكتور رضوان
- بوسي بدور كريمة
- محمد صبحي بدور أمجد
- ممدوح وافي بدور كمال
- محمد أبو داوود بدور شوقي

## وصلات خارجية
- مقالات تستعمل روابط فنية بلا صلة مع ويكي بيانات